# Аляскинский сурок
Аляскинский сурок (Marmota broweri) — вид сурков (Marmota) из семейства Sciuridae. Когда-то этот вид рассматривался, как подвид  седого сурка, теперь установлено, что он самостоятелен. Аляскинские сурки обитают в  осыпях на склонах хребта Брукс на севере Аляски. В частности, они предпочитают  каменистые горные склоны, как правило, вблизи озер. Они растительноядны, питаются найденными на склонах гор травянистыми растениями, семенами и лишайниками. Их относительно толстые плотные тела покрыты густым серым мехом. Они живут большими колониями, состоящими из нескольких семей. Зимой они впадают в спячку на длительные периоды времени в подземных норах. Хотя они недостаточно изучены, считается, что им не угрожает особая опасность в результате человеческой деятельности или каким-либо иным образом. 

## Таксономия
Сначала Marmota broweri рассматривали как подвид седого сурка M. caligata. Но вскоре были обнаружены весомые доказательства, что М. broweri самостоятельный вид. Аляскинские зоологи супруги Рауши показали, что аляскинский сурок отличается от седого и других американских видов по кариотипу. Роберт Хофманн с соавторами предположил, что Marmota broweri — это вид азиатского происхождения и результат обратной миграции сурков из Азии в Северную Америку. Последовательности Cytochrome b были используется для проверки М. broweri как отдельный вид. Все еще необходимы исследования для оценки влияния генетической изоляции на их фрагментированное распространение.

### Эволюция
История аляскинского сурка связана с эпохой плейстоцена. Ископаемые остатки  Marmota broweri не найдены. Одна из ископаемых находок, датируемая поздним плейстоценом и обнаруженная в пещерах Трейл-Крик на полуострове Сьюард, как сообщалось, принадлежит M. flavescens. Но было высказано предположение, что это неправильная идентификация, и действительности эти ископаемые останки принадлежат  M. broweri.
Определённое сходство кариотипов, экологии и поведения рассматривались как указание на связь между M. broweri и М. caligata. Однако на основе морфологических данных указывалось, что М. broweri ближе к камчатскому сурку (M. camtschatica), чем разные палеарктические сурки между собой. Результаты по структуре нуклеотидных последовательностей гена Цитохром b показали, что не все узлы филогенетического древа сурков имеют высокую статистическую поддержку, то есть иными словами - ветвления эволюционных линий 14 видов сурков, распространенных в Голарктике, достаточно неоднозначны.  По предварительным результатам M. broweri, скорее всего, связан с M. caudata, M. menzbieri, M. marmota и M. monax.  Дополнительные исследования других митохондриальных нуклеотидных последовательностей показали, что  М. broweri, по-видимому, связан с M. caudata и M. menzbieri.

## Распространение и среда обитания

### Распространение
С точки биогеографической принадлежности аляскинский сурок относится к неарктической фауне. Этот вид обитает в горах, лежащих к северу от рек Юкон и Поркьюпайн  в центральной и северной Аляске — включая хребет Брукс, горы  Рэй и холмы Кокринес. Однако были сообщения о аляскинских сурках  на хребте Ричардсона на севере территории Юкон, но эти наблюдения ещё не подтверждены. В целом, распространение этого вида всё ещё плохо изучено. Международный союз охраны природы (МСОП) не считает их популяцию "сильно фрагментированной", но Департамент рыбы и дичи Аляски описал ее как "пятнистую, неоднородную" (patchy).
Небольшие колонии аляскинских сурков, каждая из которых состоит из нескольких семей, разбросаны по всей Северной Аляске. Их местонахождение было задокументировано в хребте Брукс от озера Питерс до мысов Лисберн и Сабин. Это вид был найден у рек в горах Северный Бэрд, на холмах Мулик, рядом с пиком Коптер в горах Делонг, и к югу от хребта Брукс в  долине Спуки (Spooky, Призрачной) и на холмах Кокринес.

### Места обитания
Аляскинские сурки населяют на травянистые лужайки у внутриконтинентальных скал и на горных вершинах. Высотный диапазон, на котором этот вид встречается, от 1000 до 1200 м. Они обитают на каменистых россыпях и осыпях, в обломках скал и скальных обнажениях, конечные моренах в поясе альпийской тундры с травянистыми кормами. Вид населяет склоны, окружающие озера, и реже встречаются на склонах вдали от озер. Аляскинские сурки живут в постоянных зимних норах, которые используются в течение не менее двадцати лет. Во время спячки входы в них забиты растительными остатками, землёй и экскрементами. Эти норы, расположенные среди камней, обычно находятся рядом с уступом, играющим роль  наблюдательного пункта. Колония включает несколько отдельных семейных нор, построенных в непосредственной близости друг от друга. Цвет меха этих сурков отлично маскирует их на фоне скал и камней.

## Описание
У аляскинских сурков короткая шея, широкая и короткая голова, маленькие уши, короткие мощные конечности, пушистый и густо опушенный хвост и толстое тело, покрытое жесткой шерстью. Мех взрослых аляскинских сурков на морде и верхней части головы обычно тёмного цвета.  Цвет внешней поверхности их лап может быть как светлам,  так и тёмным. M. broweri имеют жесткие когти, приспособленные для копания, однако на больших пальцах их передних конечностей когти иные - плоские. Масса их тела очень изменчива связи с ежегодной спячкой. Для самцов средняя общая длина составляет 61 см, а средний вес составляет 3,6 кг. Взрослые самки немного меньше, их средняя длина составляет 58 см и а вес 3,2 кг.

### Анатомические различия
В сетчатке глаза аляскинских сурков  полностью отсутствуют палочки, что делает их ночное зрение весьма плохим. Их глаза также лишены центральной ямки, что делает их остроту зрения намного хуже, чем у других грызунов. Расположение их глаз делает их поле зрения очень широким, вбок и вверх. Как и у других грызунов, у аляскинских сурков есть резцы, которые постоянно растут. В каждой челюсти есть одна пара резцов.
От седого сурка, также обитающего на Аляске, M. broweri отличается отсутствием характерного для седого сурка белого пятна на морде. Лесного сурка, еще одного сурка Аляски, можно отличить по более рыжеватой окраске по сравнению с более серыми аляскинскими и седыми сурками.

## Экология

### Питание
Основным источником питания аляскинского сурка является растительность, растущая на склонах гор, которая включает злаки, разнотравье, семена и лишайники, а иногда они едят и насекомых. М. bromeri должны ,быть очень прожорливыми  из-за низкой питательной ценности их пищи и необходимости накопить достаточное количество жира перед зимней спячкой. Характер питания аляскинских сурков обычно описывают как всеядность.

### Хищники
На аляскинских сурков  охотятся росомахи, волки, медведи-гризли, койоты и лисы.  Беркуты являются основными врагами молодых сурков.
Сторожевой сурок предупреждает колонию двухтональным высоким тревожным сигналом, если поблизости появляется хищник. Старшие сурки следят за появлением хищников и оповещают колонию в случае опасности, в то время как молодые играют между собой поблизости от норы. Норы, вырытые исключительно в грунте, дают определённую, но ограниченную защиту, но норы, построенные под камнями и скалами, могут защитить даже от таких крупных и мощных животных, как гризли, которые выкапывают сурков из их нор,  вырытых в грунте.

### Воздействие на экосистему
Сурки обогащают почву остатками несъеденной пищи, гнездовым материалом и своими фекалиями, а своим рытьем помогают аэрировать почву. Они также служат источником пищи для различных хищников.

## Поведение

### Социальное поведение
Аляскинские сурки очень общительны, живут колониями до 50 особей, у них общая система нор. У сурков обычно есть своё личное убежище, в то время как детеныши живут с матерью, а отец живет в соседнеё норе. Особенно в больших колониях аляскинские сурки используют сторожевых дежурных, которые периодически меняются.
М. broweri  метят свою территорию, выделяя вещество из щёчных желез и потираясь щеками о камни вокруг своей норы и на тропинках к нему. Аляскинские сурки также любят принимать солнечные ванны и много времени уделяют уходу за шерстью.

### Режим спячки
М. broweri — один из сурков, впадающих в наиболее продолжительную спячку, документально подтверждено, что она может продолжаться  до восьми месяцев в году. К концу лета аляскинские сурки накапливают толстый слой жира, чтобы он обеспечивал их существование в течение всей долгой зимней спячки. Аляскинские сурки активны до тех пор, пока не пойдёт снег, после этого они уходят в  зимнюю спячку примерно с сентября по июнь. У аляскинских сурков есть специальные зимовочные норы с единственным входом, который на время спячки изнутри забивается пробкой из смеси грунта, растительных остатков и сурочьих экскрементов. Входы в зимовочные норы располагаются обычно на открытых гребнях, которые оттаивают раньше остальной территории, и всё население колонии остается в спячке в зимочной камере (так называемой гиберникуле) с сентября до тех пор, пока пробка не оттает. После этого они расселяются по своим норам семейными группами, чтобы к концу короткого сезона опять совместно уйти в спячку на всю зиму
Коммунальная коллективная спячка является адаптивной стратегией для снижения метаболических затрат при сохранении температуры тела выше точки замерзания, то есть выше 0 °C. Во время гибернации уровень многих функций организма понижается, например, температура тела (в среднем от 4,5 °C до 7,5 °C), частота сердечных сокращений и частота дыхания. Спячка сурков не является непрерывным процессом, потому что каждые три или четыре недели они полупросыпаются для того, чтобы помочиться и испражняться. Для этого есть специальные камеры, так называемые "уборные", куда ходят полусонные сурки с этой целью. Находясь в зимовочной камере, аляскинские сурки демонстрируют адаптации к спячке, состоящие в их  способности переносить высокие уровни CO2 и низкие уровни O2. В качестве адаптации к арктическим условиям и вечной мерзлоте аляскинские сурки спариваются еще в зимочной норе до выхода из спячки. Аляскинские сурки, как правило, выходят из логова в течение первых двух недель мая.

### Размножение
Самцы аляскинских сурков полигиничны, спариваются с моногамными самками, живущими на их территории. В течение своей жизни аляскинские сурки многократно размножатся, но размножение происходит только один раз за сезон. Они спариваются ранней весной и рожают примерно через шесть недель, размер выводка от трех до восьми детёнышей, в среднем от четырех до пяти. Самцы и самки аляскинских сурков участвуют как в воспитании, так и в защите детенышей в своей семейной норе. У обоих полов сексуальное репродуктивное поведение стимулируется запахами, выделяемыми анальными запаховыми железами. Перед родами самка сначала закрывает свою нору, и затем рожает в одиночестве. Период беременности составляет около пяти или шести недель. Новорожденные аляскинские сурки абсолютно беспомощными, они голые, беззубые, слепые и довольно уязвимы для хищников. Примерно через шесть недель у молодых сурков появляется густой мягкий мех, и они начинают временно покидать нору. У них в первый год жизни сменяют друг друга три наряда, пока не появится последний, который напоминает взрослых аляскинских сурков.  Они впадут в спячку и проживут вместе со своими родителями по крайней мере один год, они становятся половозрелыми в возрасте от двух до трёх лет. Продолжительность жизни сурков неизвестна, но считается, что она составляет от тринадцати до пятнадцати лет.

## Отношения с людьми
Коренные жители хребта Брукс (кучины и инуиты) иногда охотятся на Marmota broweri из-за еды и их теплого меха. Мех довольно ценный, одна шкурка стоила от 6 до 8 долларов США в 1956 году (что эквивалентно примерно от 59,8 до 79,74 долларов США в 2021 году).
Правительство Аляски объявило 2 февраля праздником «День сурка» (Marmot Day), чтобы отличать его от общеамериканского праздника Groundhog Day (буквальный перевод "День лесного сурка"), подчеркивая тем самым преобладание на территории штата седых и аляскинских сурков, так как лесной сурок (groundhog) заходит на территорию штата Аляска только краем ареала. Губернатор Аляски Сара Пэйлин подписала в 2009 г. закон об официальном провозглашении Дня сурка 2 февраля (Marmot Day). В законопроекте, представленном сенатором штата Аляска Линдой Менард, было сказано: «Для сурка имело бы смысл стать в Аляске версией Панксатонского Фила, пенсильванского сурка, прославившегося своими прогнозами погоды на зиму». Она не ожидала, что у сурков будут какие-либо обязанности по прогнозированию погоды, а скорее надеялась, что государство организует образовательные мероприятия в отношении сурков.